# Ajriumowskie osiedle wiejskie
Ajriumowskie osiedle wiejskie – jedno z 5 osiedli wiejskich w rejonie giagińskim wchodzącym w skład Republiki Adygei. W 2022 liczyło 3109 mieszkańców.